# Zhao Tuo

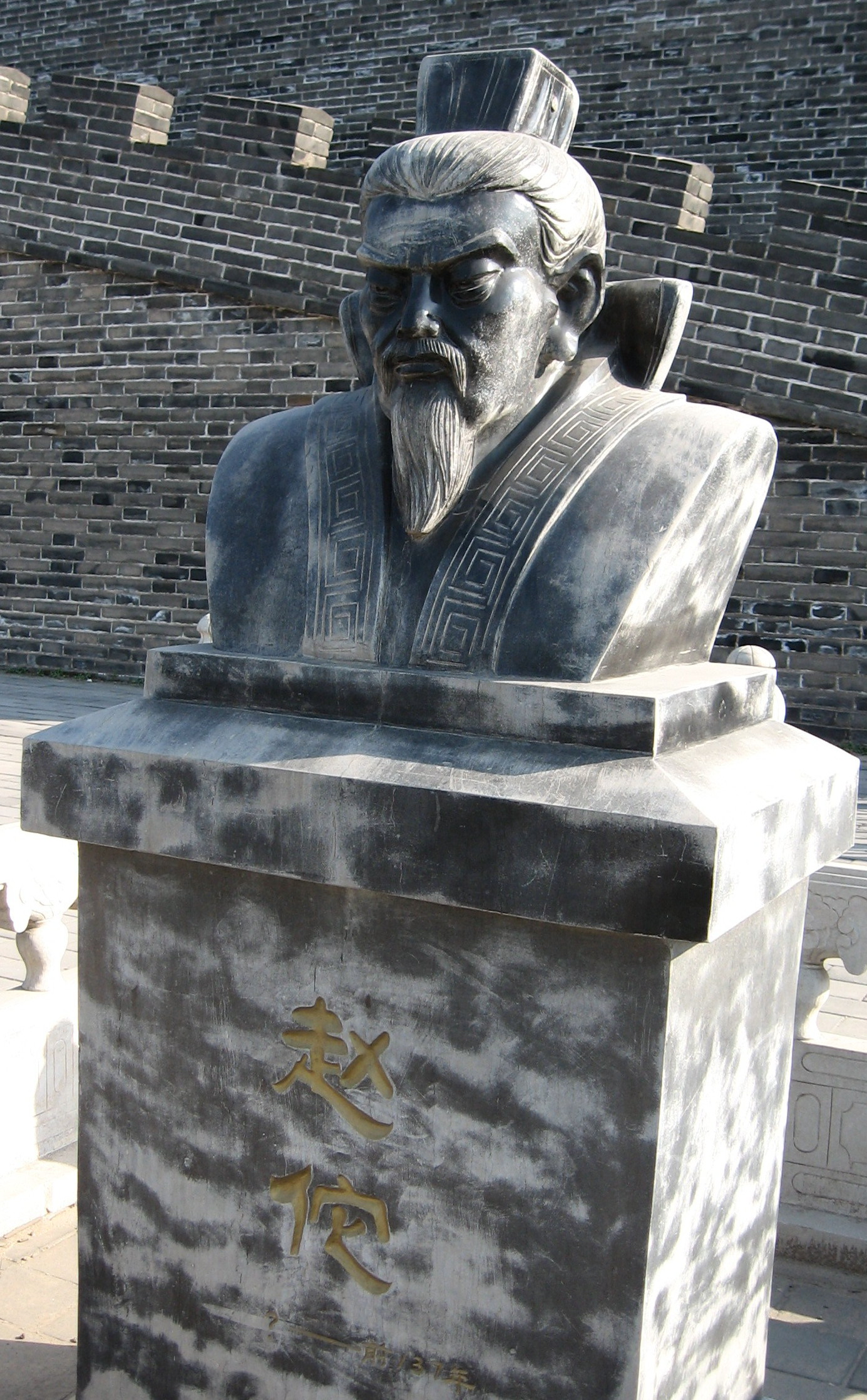
Zhao Tuo

Zhao Tuo (?-137 v.Chr.) was een Chinees heerser over het gebied dat ongeveer de huidige Chinese provincie Guangdong beslaat.
Zhao Tuo was aanvankelijk in dienst van de Qin-dynastie in welk verband hij deel uitmaakte van een militaire expeditie naar het zuiden. Toen de Qin-dynastie in 206 v.Chr. viel,  riep Zhao Tuo zich tot “koning van de zuidelijke Yue” uit, maar ook hanteerde hij de titel “leider van de Zuidelijke Barbaren” om zijn verbondenheid met de lokale bevolking te markeren. Desalniettemin was hij een Chinees heerser, die de Chinese cultuur in zijn gebied verbreidde. 
Onder de Westelijke Han-dynastie kreeg hij de status van vazal met een hoge mate van autonomie. Dit kwam onder andere naar voren in een eigenstandige expansiepolitiek in het gebied van het huidige Vietnam. De Han-keizerin Lü Zhi probeerde zijn macht in te perken, maar dit leidde er slechts toe dat hij Changsa (in de huidige Chinese provincie Hunan) binnenviel en ook de keizerstitel aannam. Om hem te paaien stelde keizer Han Wendi zich daarom verzoenlijker op. 
Na de dood van de Zhao Tuo wist keizer Han Wudi controle over zijn opvolgers te krijgen en zuidelijk gebied binnen de invloedssfeer van de Han te krijgen.